# Capeta tridens
Capeta tridens är en spindelart som beskrevs av Ruiz, Brescovit 2005. Capeta tridens ingår i släktet Capeta och familjen hoppspindlar. Inga underarter finns listade.